# Hermann Schlegel
Pour les articles homonymes, voir Schlegel.
Hermann Schlegel, né le 10 juin 1804 à Altenbourg dans la duché de Saxe-Gotha-Altenbourg et mort le  17 janvier 1884 à Leyde, est un ornithologue et herpétologiste allemand.

## Biographie
Son père est brasseur et collectionne les papillons. Il initie très tôt son fils aux sciences naturelles. La découverte, par hasard, d'un nid de buses lui fait découvrir l'étude des oiseaux. Sa vocation est encouragée par le pasteur Christian Ludwig Brehm (1787-1864), père du fameux zoologiste Alfred Edmund Brehm (1829-1884).
Schlegel commence à travailler à la brasserie de son père mais abandonne très vite cette occupation. Il part à Vienne en Autriche en 1824 où, à l'université, il fréquente Leopold Joseph Franz Johann Fitzinger (1802-1884) et Johann Jacob Heckel (1790-1857). C'est grâce à une lettre de Brehm à Joseph Natterer, le frère du fameux explorateur, qu'il obtient un poste au Muséum de Vienne. Un an après son arrivée, le directeur de ce muséum, Carl Franz Anton Ritter von Schreibers (1775-1852), le recommande auprès de Coenraad Jacob Temminck, directeur du muséum d'histoire naturelle de Leyde, qui recherche alors un assistant.
Temminck a recours à de nombreux naturalistes allemands, comme Heinrich Boie (1794-1827), Johann Jakob Kaup (1803-1873) et Heinrich Kuhl (1797-1821).
Schlegel part à Leyde et se consacre tout d'abord à la collection de reptiles mais peu à peu son champ d'activité s'élargit aux groupes zoologiques. Il avait été convenu que Schlegel parte à Java pour participer à une expédition scientifique, mais la mort prématurée du successeur désigné de Temmlinck, Heinrich Boie (1794-1827), empêche la réalisation de ce projet.
C'est à ce moment que Schlegel rencontre Philipp Franz von Siebold (1796-1866), début d'une longue amitié et d'une riche collaboration. Ils travailleront notamment sur la Fauna Japonica (1845-1850). Il signe, avec Temminck, la partie consacrée à la faune herpétologique mais c'est lui qui la rédige véritablement. En 1837, il fait paraître son Essai sur la physionomie des serpens, qui est souvent considéré comme le premier traité véritablement scientifique sur les serpents même s'il est rapidement dépassé par d'autres ouvrages, notamment ceux de André Marie Constant Duméril (1774-1860), Gabriel Bibron (1805-1848) ou Auguste Duméril (1812-1870).
Entre 1839 et 1844, il rédige avec Salomon Müller (1804-1864) la partie zoologie de Verhandelingen, compte rendu des recherches de la commission d'histoire naturelle des Indes orientales.
On doit également à Schlegel la paternité d'un ouvrage de référence sur la Fauconnerie, Traité de Fauconnerie en association avec A.H. Vester de Wulverhorst (1796-1882). Cet ouvrage majeur a été illustré  par Joseph Wolf (1820-1899). Le frontispice est dû à Pierre Louis Dubourg (1815-1873). Édité en une centaine d'exemplaires à Leyde puis à Dusseldorf de 1844 à 1853. Guillaume III, roi des Pays-Bas, lui-même fauconnier, a dédicacé cette œuvre répertoriant, illustrations à l'appui, tous les oiseaux de chasse. Schlegel est l'un des premiers ornithologues à adopter l'idée de races géographiques proposées par le géographe Friedrich Faber mais dénie le fait que celles-ci soient la conséquence du climat (il expose d'ailleurs des exemples contraires). Pour Schlegel, la distribution géographique des races reflète la création divine et ne peut donc pas subir d'évolution.
Lorsque Temminck meurt début 1858, Schlegel lui succède à la direction du muséum après avoir passé 33 ans sous sa direction.
L'Asie du Sud-Est intéresse tout particulièrement Schlegel, surtout la Nouvelle-Guinée. En 1859, il y envoie un voyageur-naturaliste, Heinrich Agathon Bernstein (1828-1865), pour y récolter des oiseaux. Puis après la mort de Bernstein, Hermann von Rosenberg (1817-1888).
À la même époque, il commence à faire paraître un magazine scientifique, les Notes from the Leyden Museum ainsi qu'un vaste ouvrage de 14 volumes, intitulé Muséum d'histoire naturelle des Pays-Bas (1862-1880). Il emploie trois illustrateurs talentueux, John Gerrard Keulemans (1842-1912), Joseph Smit (1836-1929) et Joseph Wolf (1820-1899).
La fin de la vie de Schlegel est difficile. Sa femme meurt en 1864, son assistant Friedrich Hermann Otto Finsch (1839-1917) le quitte pour le muséum de Brême qui lui offre un meilleur salaire, les collections du British Museum commencent à éclipser celles de Leyde.
Il demeure toute sa vie fermement opposé à la théorie de l'évolution de Darwin qu'il considère comme une simple spéculation, opinion confortée par les publications de Johann Heinrich Blasius (1809–1870) et de Jean Cabanis (1816 - 1906)
Ses fils sont le sinologue Gustaaf Schlegel (1840-1903) et le compositeur et pianiste Leander Schlegel (1844-1913).

## Taxonséponymes
Plusieurs espèces lui ont été dédiées :
- Otto Finsch (1839-1917) en 1876 lui dédie le Gorfou de Schlegel (Eudyptes schlegeli).
- Theodor von Heuglin (1824-1876) en 1863 le dédie le Francolin de Schlegel (Francolinus schlegelii).
- Siffleur de Schlegel – Pachycephala schlegelii.
- Tohi de Schlegel – Arremon schlegeli.
- Traquet du Karoo – Cercomela schlegelii.

- Enfin, un pétrel, décrit en 1863 (Pterodroma incerta) par Schlegel, porte en français son nom, Pétrel de Schlegel, de même que le Philépitte de Schlegel (Philepitta schlegeli) décrit en 1867, et le Siffleur de Schlegel décrit en 1871.

Et aussi :
- le Bengali de Schlegel, passereau vivant en Afrique tropicale ;
- le Boa de l'île Ronde de Schlegel, serpent vivant à proximité de l'Île Maurice ;
- le Gavial de Schlegel, crocodile de Malaisie et d'Indonésie ;
- le Merle de Schlegel, merle d'Indonésie ;
- le Philépitte de Schlegel, passereau de Madagascar ;
- le Piopio de Schlegel, passereau du nord de la Nouvelle-Zélande ;
- la Vipère de Schlegel, vipère d'Amérique centrale et du nord de l'Amérique du Sud.

## Liste partielle des publications
- 1834-1850 : Fauna Japonica.
- 1837-1844 : Abbildungen neuer oder unvollstandig bekannter Amphibien: nach der Natur oder dem Leben entworfen.
- 1837 : Bemerkungen auf einem Ausflug nach Paris im Jahre 1835.
- 1839 : Opmerkingen over Parijs.
- 1854 : De zoogdieren geschetst.
- 1854-1858 : De vogels van Nederland. 3 vols.
- 1857-1858 : Handleiding tot de beoefening der dierkunde. 2 vols.
- 1860-1862 : De dieren van Nederland. Gewervelde dieren.
- 1862-1876 : Revue méthodique et critique des collections déposées dans cet établissement. 7 Vols.
- 1863-1872 : De Dierentuin van het Koninklijk Zoologisch Genootschap Natura Artis Magistra te Amsterdam zoölogisch geschetst.
- 1868 : Natuurlijke historie van Nederland. De vogels.
- 1870 : Natuurlijke Historie van Nederland. De kruipende dieren.
- 1870 : Natuurlijke Historie van Nederland. De zoogdieren.
- 1870 : Natuurlijke Historie van Nederland. De Visschen.
- 1872 : De dierentuin van het Koninklijk Zoölogisch Genootszchap Natura Artis Magistra te Amsterdam. De vogels. De zoogdieren. De kruipende dieren. Met historische herinneringen van P.H. Witkamp.